# Nikolai Kovalyov
Nikolai Olegovich Kovalyov (tiếng Nga: Николай Олегович Ковалёв; sinh ngày 22 tháng 5 năm 1996) là một cầu thủ bóng đá người Nga. Anh thi đấu cho F.K. Volgar Astrakhan.

## Sự nghiệp câu lạc bộ
Anh có màn ra mắt tại Giải bóng đá chuyên nghiệp quốc gia Nga cho F.K. Zenit-Izhevsk vào ngày 2 tháng 10 năm 2016 trong trận đấu với FC KAMAZ Naberezhnye Chelny.